# Nuevas mezclas
Nuevas mezclas és el tercer àlbum d'estudi del grup espanyol, El Último de la Fila,  va ser llançat al mercat en 1987 per la discogràfica PDI, en format LP. Es tracta d'un conjunt de temes ja editats en anteriors enregistraments del grup, entre àlbums i singles, però tornats a gravar en un millor estudi d'enregistrament i amb més mitjans.
En 1991 va ser reeditat per la discogràfica EMI en format CD. Malgrat no contenir composicions noves, l'àlbum va ser presentat en directe mitjançant una gira de concerts per tot el territori espanyol.

## Llista de cançons
Edició Original En LP i Casset
CARA A:
1. El loco de la calle (M. García, Q. Portet y J. L. Pérez) - 4:17
2. Aviones plateados (M. García y Q. Portet) - 3:52
3. Querida Milagros (Q. Portet) - 4:20
4. Lejos de las leyes de los hombres (Q. Portet y M. García) - 3:25
5. ¿Quién eres tú? (M. García y Q. Portet) - 4:26

CARA B:
1. Insurrección (M. García y Q. Portet) - 2:10
2. Son cuatro días (Q. Portet y M. García) - 2:40
3. No me acostumbro (Q. Portet) -  4:25
4. Soy un accidente (M. García y Q. Portet) -  3:22
5. Mi patria en mis zapatos (Q. Portet y M. García) - 4:11
6. Dulces sueños (Q. Portet y M. García) - 4:32

Reedició en CD
1. El loco de la calle (M. García, Q. Portet y J. L. Pérez) -  4:17
2. Aviones plateados (M. García y Q. Portet) - 3:52
3. Querida Milagros (Q. Portet) - 4:20
4. Lejos de las leyes de los hombres (Q. Portet y M. García) - 3:25
5. ¿Quién eres tú? (M. García y Q. Portet) - 4:26
6. Insurrección (M. García y Q. Portet) -  2:10
7. Son cuatro días (Q. Portet y M. García) - 2:40
8. No me acostumbro (Q. Portet) - 4:25
9. Soy un accidente (M. García y Q. Portet) - 3:22
10. Mi patria en mis zapatos (Q. Portet y M. García) - 4:11
11. Dulces sueños (Q. Portet y M. García) - 4:32

## Senzills i maxis
- Senzill: Son cuatro días (PDI, 1987)

- Maxi: El loco de la calle (PDI, 1987)

## Curiositats
- La portada és una pintura de Manolo García basada en una foto de Bob Collins. Aquesta foto il·lustra la contraportada juntament amb una foto del grup.
- L'àlbum és a vegades conegut com a Nueva mezcla o també com a El último de la fila, en aquest cas degut a què en la portada només hi figura el nom del grup. En la reedició de l'àlbum ja s'indica sense cap dubte el nom correcte del disc.
- Totes les cançons ja havien estat editades en les seves dos anteriors àlbums, excepte ¿Quién eres tú?, que formava part del senzill Cuando la pobreza entra por la puerta, el amor salta por la ventana.
- En la grafia de l'àlbum s'inclou una cita de l'autor Thomas de Quincey.
- 1987 va ser l'any dels projectes paral·lels del grup. A més d'aquest àlbum de noves versions, es va tornar a gravar un disc de Los Burros i Quimi Portet va treure el seu primer LP en solitari.
- Malgrat ser les mateixes cançons, algunes d'elles van patir notables canvis en la lletra, com El loco de la calle o en la melodia i el ritme, com Son cuatro días.
- Juntament amb el senzill Son cuatro días, el grup incloïa una carta explicativa, amb el seu personal sentit de l'humor, sobre els motius que li havien portat a editar un disc de noves versions.[1]
- L'àlbum va vendre 6 vegades més que el seu anterior disc, Enemigos de lo ajeno.

## Personal
- Directors de producció: Manolo García i Quimi Portet.
- Coordinació: Marta Mirabent.
- Portada: Manolo García.
- Estudis d'enregistrament: Aprilla i Perpinya, Barcelona, (primeres preses). Trak, Madrid, (segones preses). Oasi Audiovisual, Londres, (mescles).
- Moment d'enregistrament: Gener de 1987 (preses) i febrer de 1987 (mescles).
- Enginyer de preses: Joan I. Cuadrado.
- Assistent de preses: David de la Torre.
- Enginyer de mescles: John Etchells.
- Assistent de mescles: Ian Tipper.

### Músics
- Manolo García: Veu.
- Quimi Portet: Guitarres i baix.
- Josep Lluís Pérez: Guitarra elèctrica.
- Marc Grau: Guitarra espanyola.
- Ángel Celada: Bateria.